# قائمة زملاء الجمعية الملكية المنتخبين في 1787
هذه الصفحة تعرض قائمة زملاء الجمعية الملكية المُنتخبين لعام 1787.

## الزملاء
- Francis Rawdon-Hastings, 1st Marquess of Hastings [الإنجليزية]‏
- William Morton Pitt [الإنجليزية]‏
- Arthur Piggott [الإنجليزية]‏
- Thomas Erskine, 1st Baron Erskine [الإنجليزية]‏
- ريتشارد أنطوني سالزبوري
- Thomas Parkyns, 1st Baron Rancliffe [الإنجليزية]‏
- Craven Ord [الإنجليزية]‏
- إيفرارد هوم
- Luís Pinto de Sousa Coutinho, 1st Viscount of Balsemão [الإنجليزية]‏
- John Ash (physician) [الإنجليزية]‏
- Alexander Wedderburn, 1st Earl of Rosslyn [الإنجليزية]‏
- William Fordyce [الإنجليزية]‏
- Richard Relhan [الإنجليزية]‏
- Thomas Gery Cullum [الإنجليزية]‏
- William Parsons (poet) [الإنجليزية]‏
- Henry Willoughby, 5th Baron Middleton [الإنجليزية]‏
- William Blizard [الإنجليزية]‏
- جيمس سميثسون
- Ernest II, Duke of Saxe-Gotha-Altenburg [الإنجليزية]‏
- James Duff, 2nd Earl Fife [الإنجليزية]‏